# Бортников, Николай Фёдорович
Николай Фёдорович Бортников (9 января 1916, Верный — 13 июля 1998 или 20 марта 1997, Симферополь) — советский живописец. Заслуженный художник Украинской ССР. Работал в реалистической манере в жанрах пейзажа и портрета. Долгое время проживал в Крыму.

## Биография
Родился Николай Бортников 9 января 1916 года в городе Верный, Туркестанского края, Российской империи. В 1933—1936 годах обучался в Ташкентском художественном техникуме.
Участник Великой Отечественной войны (1941—1945), сражался на Волховском и Ленинградском фронтах. Участвовал в операции по разгрому тихвинской группировки противника в феврале — мае 1942 года, в прорыве блокады Ленинграда в январе 1943 года и окончательном разгроме немецко-фашистcких войск под Ленинградом в январе 1944 года. За мужество и героизм неоднократно награждён правительственными наградами.
В 1945 году фронтовик поступил и в 1950 году окончил Московский художественный институт имени В. И. Сурикова. Обучался у таких мастеров-педагогов как И. И. Чекмазов, В. В. Фаворская, Д. К. Мочальский, Г. Г. Ряжский. Работы Н. Ф. Бортникова, начиная с 1936 года, выставлялись на различных региональных, республиканских и всесоюзных выставках. В 1950 году он стал членом Союза художников СССР.
Долгое время он жил и работал в городе Симферополе. В 50-е годы в Симферополь из ведущих художественных ВУЗов СССР на преподавательскую работу в Крымское художественное училище имени Н. С. Самокиша были направлены лучшие выпускники — Валентин Бернадский, Федор Захаров, Виктор Апанович, Николай Бортников и другие. Так они стали крымскими художниками.
С 1950 года Бортников был директором Крымского художественного училища им. Н. С. Самокиша. Его предшественником на посту была Е. В. Гейнц, преемником Н. А. Бедниченко.
В 1976 году Бортникову Н. Ф. было присвоено звание Заслуженного художника УССР. Умер и похоронен в 1997 году в Симферополе.

## Творчество
Творческая индивидуальность художника ярко проявилась в тематических произведениях, портрете, пейзаже, натюрморте. Высокие традиции Московского художественного института им. В. Сурикова определили характер и направленность творчества Н. Ф. Бортникова — глубокое реалистическое видение, внимание к натуре, тонкая колористика. Художник работал как на крымской натуре, так и в экспедициях.
Тема Великой Отечественной войны раскрыта в портретах воинов-ветеранов. Бортников с большой теплотой к простому солдату раскрывает разные этапы войны, создает художественные «образы-раздумья» о суровой правде фронтовых лет, о нелегких судьбах своего поколения. Некоторые созданы по наброскам военных лет. Будущие воины, едущие на фронт в картине — «Сорок первый. Родная земля» (1975). Прошедший всю Европу солдат-освободитель на фоне разрушенных Бранденбургских ворот — «Берлин. Май 1945» (1968) (ныне в собрании Симферопольского художественного музея), «Портрет разведчика П. Климова» (1943), «Портрет партизанки Т. Н. Кузнецовой» (1971—1973), «Освенцим» (1971) и другие.
Произведения художника экспонируются в Симферопольском художественном музее, а также в частных галереях и коллекциях Украины, России и Европы.
На основе государственных и частных коллекции проходят персональные выставки мастера, его картины активно торгуются на аукционах.

## Награды
Ордена:
- «Отечественной войны II степени»,
- «Красной звезды»;

медали:
- «За отвагу»,
- «За боевые заслуги»,
- «За оборону Ленинграда»[2].

## Семья
Жена Кузнецова Татьяна Николаевна (20.09.1915, Москва – 10.05.2008, Симферополь). Живописец, график. Участница Великой Отечественной войны. Ушла на фронт в 1941 году с третьего курса Московского художественного института им. В.И. Сурикова. Служила в диверсионной группе при НКВД Ленинградского района Москвы бойцом-санинструктором. В апреле 1942 года совершила переход через линию фронта в Смоленскую область, а затем в Брянские леса, где участвовала в боях в составе 3-й Дятьковской партизанской бригады Орловской области. Медали «За отвагу» (1942), «Партизан Отечественной войны II степени» (1943). В июне 1943 была контужена, перенесла сыпной тиф, была демобилизована. В 1944 вернулась в институт, который закончила его 1949 году. Вместе с мужем, Н. С. Бортниковым, была командирована в Крым и преподавала в Симферопольском художественном училище им. Н.С. Самокиша (1950-1954). Член Союза художников СССР с 1949 года.